# Георги Марков (БЗНС)
Вижте пояснителната страница за други личности с името Георги Марков.
Георги Дамянов Марков е български политик от Българския земеделски народен съюз (БЗНС).

## Биография
Марков е роден на 29 май 1883 година в село Ковачовец, Поповско. Включва се в БЗНС през 1919 година и през 1919 – 1923 година е депутат, като през 1921 – 1923 година е подпредседател на Народното събрание. След Деветоюнския преврат е арестуван два пъти, а през следващите месеци неколкократно е избиран за секретар на Постоянното присъствие на възстановения БЗНС.
През следващите години Георги Марков оглавява една от множеството фракции в БЗНС, която на няколко пъти се отделя в самостоятелна партия. През 1938 – 1939 отново е подпредседател на парламента. След Деветосептемврийския преврат е депутат от опозиционния БЗНС – Никола Петков.
Георги Марков умира на 26 август 1956 година.